# ستيوارت روزنبرغ
ستيوارت روزنبرغ (بالإنجليزية: Stuart Rosenberg)‏ هو مخرج أمريكي، ولد في 11 أغسطس 1927 في بروكلين في الولايات المتحدة، وتوفي في 15 مارس 2007 في بيفرلي هيلز في الولايات المتحدة بسبب نوبة قلبية.

## وصلات خارجية
- ستيوارت روزنبرغ على موقع IMDb (الإنجليزية)
- ستيوارت روزنبرغ على موقع الموسوعة البريطانية (الإنجليزية)
- ستيوارت روزنبرغ على موقع ألو سيني (الفرنسية)
- ستيوارت روزنبرغ على موقع تيرنر كلاسيك موفيز (الإنجليزية)
- ستيوارت روزنبرغ على موقع أول موفي (الإنجليزية)
- ستيوارت روزنبرغ على موقع قاعدة بيانات الأفلام السويدية (السويدية)
- ستيوارت روزنبرغ على موقع إن إن دي بي (الإنجليزية)
- ستيوارت روزنبرغ على موقع قاعدة بيانات الفيلم (الإنجليزية)
- ستيوارت روزنبرغ على موقع كينوبويسك (الروسية)